# Dendrobium piestocaulon
Dendrobium piestocaulon är en orkidéart som beskrevs av Rudolf Schlechter. Dendrobium piestocaulon ingår i släktet Dendrobium, och familjen orkidéer.

## Underarter
Arten delas in i följande underarter:
- D. p. kauloense
- D. p. piestocaulon